# 西非深海鰩
西非深海鰩（學名：Bathyraja hesperafricana），為軟骨魚綱鰩目單鰭鰩科深海鰩屬的一種，分布於中東大西洋茅利塔尼亞到加彭海域，深度750至2000公尺，體長可達342公分，棲息在深海沙泥底質海域，為底棲性魚類，卵生，雌魚會產下帶有角的卵囊，屬肉食性，生活習性不明。